# Vinca erecta
Vinca erecta là một loài thực vật có hoa trong họ La bố ma. Loài này được Regel & Schmalh. miêu tả khoa học đầu tiên năm 1879.